# Welligton Lima
Welligton de Lima Gomes, mais conhecido como Welligton (Recife, 21 de abril de 1990), é um futebolista brasileiro que atua como goleiro. Atualmente defende o ABC, de Natal

## Carreira
Natural de Recife no estado de Pernambuco, Welligton começou sua carreira como goleiro pelas categorias de base do ABC, logo em 2009 já estava presente no elenco profissional com apenas 19 anos, porém não teve muitas oportunidades naquele ano em que o Alvinegro havia sido rebaixado como lanterna da competição na Série B.
Já no ano seguinte, mesmo sendo contestado pela falta de experiência, foi titular durante boa parte da temporada, sendo um dos pilares da conquista da Terceira Divisão do Campeonato Brasileiro de 2010, sendo esse o maior título de expressão da história do Mais Querido e o primeiro título nacional conquistado por um time do Rio Grande do Norte. Permaneceu no clube até 2012, quando se transferiu por empréstimo para o Duque de Caxias do Rio de Janeiro, logo depois em definitivo para Portugal, para defender as cores do Marítimo.
Perto do fim do seu vínculo com o time português em 2016, teve uma passagem rápida pelo NorthEast United da Índia, logo depois foi liberado e retornou ao Brasil após cinco anos atuando no exterior. Porém, acabou não tendo propostas e ficou sem clube durante o ano, para ajudar sua família financeiramente, o goleiro atuou temporariamente como motorista de Uber, mas mantinha seu sonho de retornar aos gramados, até que no fim de 2017 a equipe do Globo de Ceará-Mirim lhe abriu as portas.
Em maio de 2018 durante a disputa da Série C sofreu uma lesão grave no joelho, que fez com que precisasse realizar uma cirurgia, que lhe tirou do gramado por dez meses. Porém, não desistiu da sua carreira e foi atuar pela equipe do Lagarto onde foi treinado por Ranielle Ribeiro, que foi seu preparador físico durante sua passagem toda pela equipe do ABC. Em 2020 teve uma passagem pelo Campinense em que foi vice-campeão do Campeonato Paraibano.
Em janeiro de 2021, o ABC anunciou a sua contratação, após quase dez anos desde sua última passagem pelo Mais Querido. Na segunda fase da Copa do Brasil contra o Botafogo foi extremamente importante durante o jogo, realizando defesas fundamentais, mesmo assim o jogo terminou empatado 1 a 1 e foi decidido nos pênaltis, onde Welligton defendeu a cobrança de Marcinho que garantiu a classificação para a próxima fase da competição. Com isso garantiu uma premiação de R$ 1,7 milhão para os cofres do clube.  Novamente na Copa do Brasil, diante da Chapecoense, foi herói da classificação no jogo da volta, em que clube necessitava reverter um placar de 3 a 1, foi decisivo com defesas incríveis e reflexos improváveis, inclusive defendendo um pênalti de Anselmo Ramon durante o tempo regular, com o placar de 3 a 0 o ABC conseguiu a classificação para as oitavas de final da competição.
Após duas temporadas atuando pelo Petro de Luanda, de Angola, Welligton acertou em 2023 o seu retorno para o ABC.

## Títulos
ABC
- Campeonato Brasileiro - Série C: 2010
- Taça Cidade de Natal: 2010
- Copa Rio Grande do Norte: 2011 e 2021
- Campeonato Potiguar: 2010 e 2011

Petro de Luanda
- Taça de Angola: 2021–22
- Liga Angolana: 2021–22